# ジョゼフ・メイフレッド
ピエール＝ジョゼフ＝エミール・メイフレッド（Pierre-Joseph-Émile Meifred 1791年11月22日 - 1867年8月29日）は、フランスのホルン奏者、教育者、ホルン設計者。

## 生涯
パリ音楽院においてルイ・フランソワ・ドープラの下で学び、1818年にホルン演奏で1等賞を獲得した。後年、同音楽院の教授となり、1864年に引退するまで教壇に立った。
フランス国立高等工芸学校を卒業し、技術者としての基礎を身に着けた。
後世にも伝わる作品には『Methode pour le cor chromatique ou a pistons』（半音階ホルン、すなわちピストン付きホルンの技術、1840年）がある。